# Sulkhan Tsintsadze
Pour les articles homonymes, voir Tsintsadze.
Sulkhan Fiodorovitch Tsintsadze (géorgien : სულხან ცინცაძე, russe : Сулхан Фёдорович Цинцадзе), né le 23 août 1925 à Gori (RSS de Transcaucasie, Union soviétique) et mort le 15 septembre 1991 à Tbilissi (Géorgie), est un compositeur géorgien connu pour sa musique de chambre et ses musiques de films.

## Biographie
Tsintsadze est né à Gori, en Géorgie, en 1925. Quand il avait sept ans, sa famille a déménagé à Tbilissi, où son père, Fiodor, a été nommé inspecteur en chef de la Transcaucasie pour l'élevage ovin.

### Formation
Une fois à Tbilissi avec sa famille, Tsintsadze a commencé à prendre des cours de violoncelle avec le professeur du Premier Gymnase Musical E. N. Kapelnitsky, mais sur la base de son talent, il a été rapidement transféré au nouveau département pour enfants surdoués du Conservatoire d'État de Tbilissi pour poursuivre ses études avec Kapelnitsky. En 1937, Tsintsadze est arrêté dans le cadre de la Grande Purge.
En 1942, Tsintsadze commença des études formelles au département d'orchestre du Conservatoire d'État de Tbilissi avec le violoncelliste Konstantin Minyar-Beloruchev, décédé en janvier 1944. Alors qu'il était inscrit au conservatoire, Tsintsadze a également joué dans l'Orchestre Symphonique d'État de la République socialiste soviétique de Géorgie. Il fut également le violoncelliste fondateur du premier quatuor à cordes d'état de Géorgie, dont il fut membre de 1944 à 1946.
De 1945 à 1953, Tsintsadze fréquente le Conservatoire d'État Tchaïkovski de Moscou, où il étudie le violoncelle avec Semyon Matveyevich Kozolupov jusqu'en 1950 et la composition avec Semyon Bogatyryov jusqu'en 1953.

### Années d'activité
Le jeune Tsintsadze a été repéré par son compatriote compositeur géorgien Nikolai Narimanidze qui le voyait comme l'avenir de la musique nationale géorgienne à une époque où l'Union soviétique mettait l'accent sur les contributions des compositeurs des minorités nationales. En 1949, Tsintsadze présente à l'Union des compositeurs russes son deuxième quatuor à cordes, deux pièces pour alto (dont une basée sur le khorumi, une danse de guerre du sud-ouest de la Géorgie) et des compositions romantiques de poésie d'Alexandre Pouchkine. La préférence du comité pour les deux premières pièces, qui incorporaient des éléments de la musique folklorique géorgienne, a été confirmée par les éloges que lui ont accordés Genrik Litinsky et Vladimir Fere, qui considéraient son talent comme bien supérieur à celui des autres compositeurs géorgiens dont ils avaient entendu la musique.
L'accueil réservé à sa musique, en particulier à son deuxième quatuor à cordes, a été largement positif. En raison de son adhésion aux idéaux soviétiques du réalisme socialiste à travers une écriture brillante et un style nettement influencé par le folklore, Tsintsadze jouissait d'une réputation positive parmi les élites affiliées à l'Union soviétique. Son troisième quatuor à cordes, auditionné pour le syndicat des compositeurs en 1951, incorporait des éléments de la pratique compositionnelle russe du XIXe, comme plusieurs mentors en composition lui avaient conseillé de le faire. Ce mélange des idiomes nationaux géorgiens et de l'histoire russe a joué favorablement dans les idéaux de l'Amitié des peuples, un mouvement social soviétique destiné à célébrer la diversité au sein de l'État. L'œuvre n'utilise pas de mélodies traditionnelles géorgiennes spécifiques, bien que son quatrième mouvement incorpore la lezginka, une danse caucasienne populaire dans les communautés juives du Daghestan.
La musicologue Tamara Livanova et les compositeurs Vano Muradeli, Mieczysław Weinberg et Aram Khachaturian ont tous estimé que le troisième quatuor à cordes marquait une avancée importante à la fois dans le style personnel de Tsintsadze et dans la création d'une identité distinctement géorgienne au sein de la musique classique soviétique. Narimanidze, cependant, a estimé que la musique s'était trop éloignée de l'idiome géorgien qui l'avait initialement attiré vers le son de Tsintsadze.
Dans ses derniers quatuors à cordes, Tsintsadze expérimente la polyphonie et la dissonance, deux composantes essentielles de la musique folklorique géorgienne, ainsi que la forme. Son sixième quatuor à cordes, écrit en 1967, comporte un seul mouvement divisé en cinq sections, tandis que son dixième quatuor à cordes, écrit en 1984, est sous-titré « Polyphonique » pour refléter son vaste contrepoint. Les autres influences compositionnelles de Tsintsadze incluent Vissarion Shebalin et Dmitri Chostakovitch.
Tsintsadze a également composé un certain nombre de musiques de films au cours des années 1950 et 1960, notamment celles de La Libellule (1954), Bashi-Achuki (1956), Le fardeau d'une femme (1958), Maia Tskneteli (1959) et Le père d'un soldat (1964). Après sa mort, sa musique figurait également dans la série télévisée Oqros oboba.
L'œuvre pour piano solo la plus célèbre de Tsintsadze est ses 24 Préludes pour piano, écrits en 1971 pour le pianiste géorgien Roman Gorelashvili, qui a édité l'ensemble et l'a enregistré en 1972,. Il a écrit une série distincte de 24 préludes pour violoncelle et piano en 1980.
Tsintsadze a enseigné un cours d'orchestration au Conservatoire d'État de Tbilissi à partir de 1963 et est devenu professeur d'orchestration à partir de 1973 ; entre 1965 et 1984, il est recteur du conservatoire. Parmi ses étudiants en orchestration et en composition figurait Nino Janjgava, un compositeur géorgien qui a remporté le troisième prix au concours des jeunes compositeurs de Moscou en 1986.
Après avoir quitté son poste de recteur, Tsintsadze a été président de l'Union des compositeurs de Géorgie de 1984 à 1991 et a également été membre de l'Union de la cinématographie de la RSS de Géorgie.
Tsintsadze a reçu les titres d'Artiste du peuple de Géorgie (1961) et d'Artiste du peuple de l'URSS (1988), le Prix Staline de l'URSS (1950) pour son Quatuor no 2 et ses 3 Miniatures, ainsi que le Prix Zakharia Paliashvili (1974) et le Prix Shota Rustaveli (1981) du gouvernement géorgien.

### Postérité
Tsintsadze est décédé à Tbilissi le 15 septembre 1991, l'année où il a terminé son douzième quatuor à cordes. Il est enterré au Panthéon Didube à Tbilissi.
Irakli, le fils de Tsintsadze, né en 1964, est un compositeur à part entière qui a étudié au Conservatoire d'État de Tbilissi de 1976 à 1986, alors que son père était recteur, puis avec Theo Brandmüller. Il enseigne désormais l'analyse et la polyphonie à l'Académie nationale des arts de Tbilissi.

## Compositions

### Opéra
- The Golden Fleece (1953), opéra, livret d'Ira Gelovani
- The Spider's Web (1963), opérette
- Singing in the Forest (1967), opérette, livret de Lewan Tsubabrya
- Immortality (1969), oratorio
- The Hermit (1972), opéra, livret de Pjotr Grusinsky
- Švejk against Franz Joseph (1974), opérette

### Ballets
- The Treasure of the Blue Mountain (1954), livret d'Ira Gelovani
- Suite de The Treasure of the Blue Mountain (1954)
- Demon (1958), livret de V. Tsabukiani
- Suite de Demon (1958)
- Antique Sketches (1973)
- Suite d'Antique Sketches (1975)
- Dali and the Hunters (1975), livret de Georgi Aleksidze
- Rivares (1982)

### Musique lyrique
- Farewell Song (1956), cantate
- The Milkstreet (1975), cantate
- Ballad of a Soldier (1988), requiem

### Musique symphonique
- Symphonie no 1 (1952)
- Symphonie no 2 (1963)
- Symphonie no 3 (1969)
- 24 Préludes pour violon, célesta, piano, cloches et orchestre de chambre (1978)
- Symphonie no 4 (1979)

### Concertos
- Concerto pour violoncelle no 1 (1947)
- Concerto pour violon no 1 (1947)
- Concerto pour piano no 1 (1949), d'après des thèmes géorgiens
- Fantaisie pour piano et orchestre (1949), révision du concerto pour piano no 1
- Fantaisie pour piano et orchestre (1954)
- Concerto pour violoncelle no 2 (1964)
- Concerto pour violon no 2 (1967)
- Concerto pour piano no 2 (1968)
- Concerto pour violoncelle no 3 (1973)
- Concertino pour violoncelle (1976)
- Fantaisie pour quatuor à cordes et orchestre (1977)

### Musique de films
- Patara takhvi chuka (1953), court métrage
- Niko da Nikora (1954), court métrage
- The Dragonfly (1954)
- Suite de The Dragonfly (1954)
- Chrdili gzaze (1956)
- Bashi-Achuki (1956)
- The Scrapper (1956)
- A Woman's Burden (1958)
- Otaraant qvrivi (1958), y jouant également son propre rôle
- Maia Tskneteli (1959)
- Gantiadi (1961), court métrage
- Treasure (1961)
- Tkhunela (1962)
- Zgvis biliki (1962)
- Khelmarjve ostati – Sportsmeni (1962), court métrage
- Tojinebi itsinian (1963)
- Father of a Soldier (1964)
- Look at These Young People! (1969)
- Levan Khidasheli (1973)
- Chitis rdze (1975), téléfilm
- Jadosnuri game (1983)
- Oqros oboba (1992), série télévisée

### Musique de chambre
- Trois miniatures pour quatuor à cordes (1945)
  - 1. Lale
  - 2. Indi-Mindi
  - 3. Sachidao
- Quatuor à cordes no 1 (1947)
- Deux pièces pour alto et piano (1948)
- Khorumi, danse géorgienne
- Romance
- Quatuor à cordes no 2 (1948)
- Cinq pièces sur des thèmes traditionnels pour violoncelle et piano (1950), temps d'exécution : 10 minutes
  - 1. Villain's Song on a Carriage
  - 2. Chonguri
  - 3. Sachidao
  - 4. Nana
  - 5. Dance Tune
- Quatuor à cordes no 3 (1951)
- Suite pour quatuor à cordes (1951)
- Quatuor à cordes no 4 (1955)
- Suite pour quatuor à cordes no 3 (1955)
- 17 Miniatures pour quatuor à cordes (1961)
- Quatuor à cordes no 5 (1962)
- Mélodies géorgiennes pour violoncelle et piano (1967)
- Quatuor à cordes no 6 (1967)
- Quatuor à cordes no 7 "À la mémoire de Béla Bartók" (1970)
- Cinq romances d'après Pjotr Grusinsky pour soprano et piano (1974)
- Quatuor à cordes no 8 (1974)
- Quatuor à cordes no 9 (1978), dédié à la mémoire de Dmitri Chostakovitch
- 12 Miniatures pour quatuor à cordes (1978)
- 12 Chansons d'enfants d'après Chuta Berulav pour voix et piano (1979)
- 24 Préludes pour violoncelle et piano (1980)
- Quatuor à cordes no 10 "Polyphonique" (1984)
- Quatuor à cordes no 11 (1986)
- Huit miniatures sur des airs traditionnels géorgiens pour quatuor à cordes (1988)
- Fantaisie d'après des thèmes de l'opéra "Keto et Kote" de Dolidze pour violon et cordes (1989)
- Cinq miniatures sur des airs traditionnels juifs pour quatuor à cordes (1990)
- Fantaisie sur des thèmes de l'opéra "Porgy and Bess" de Gershwin pour violon et orchestre de chambre (1991)
- Quatuor à cordes no 12 (1991)